# Мосисили, Пакалита
Бетуэль Пакалита Мосисили (англ. Bethuel Pakalitha Mosisili; род. 14 марта 1945, Басутоленд) — премьер-министр и министр обороны Лесото с 1 апреля 1998 по 2 июня 2012 годов, после победы его партии Конгресс Лесото за демократию на парламентских выборах. Также он был утверждён на посту премьер-министра после победы на внеочередных выборах 17 марта 2015 года.

## Биография
В 1993 был избран в парламент и стал министром образования (14 апреля 1994 имела место попытка похищения Мосисили и трёх других министров солдатами), в начале 1995 также вице-премьером. 20 июля 1995 стал вместо министра образования министром внутренних дел и местного самоуправления. В 1997 была основана партия КЛД под руководством премьер-министра страны Нтсу Мохеле, 21 февраля 1998 Мосисили был избран новым лидером партии и стал также и премьер-министром. 
Но проигравшая парламентские выборы 1998 года оппозиция оспорила результаты выборов и организовала беспорядки, заручившись поддержкой армейских офицеров. Пакалитха Мосисили обратился за помощью к правительству ЮАР, после чего началась вооружённая операция сил Сообщества развития Юга Африки (операция «Болеас»). В конце 1998 года сопротивление мятежников удалось сломить, и войска САДК покинули Лесото.
В отставке со 2 июня 2012.
В 2014 году в Лесото произошёл кризис власти, после этого в начале 2015 года прошли внеочередные парламентские выборы. По их результатам 7 марта Бетуэль Пакалита Мосисили вновь возглавил правительство страны, 17 марта он был утверждён на этом посту.
1 марта 2017 года его правительству был выражен парламентский вотум недоверия. Мосисили рекомендовал королю распустить парламент, что было сделано 7 марта. На выборах, состоявшиеся 3 июня 2017 года, победили Тома Табана и его партия Конвенция всех басуто. 16 июня Табане сменил Мосисили на пост премьер-министра.